# Sweet Female Attitude
Sweet Female Attitude was een Britse danceact rondom zangeressen Leanne Brown (Manchester, 10 februari, 1979) en Catherine Cassidy. Ze zijn bekend van hun 2step-hit Flowers uit 2000 die ook in de Nederlandse top 40 terecht kwam. Het duo was onderdeel van de 2step-golf die rond 2000 populair was. Vanaf 2016 werd Sweet Female Attitude nieuw leven ingeblazen als solo-act door Brown. 

## Geschiedenis
Sweet Female Attitude begint in 1996 in Manchester als project van Mike Powell, DJ Shine MC and Leanne Brown, die zichzelf Trinity Way noemden. Naast Brown zijn ook zangeressen Sarah Bridgewood en Charlene Morrison bij de groep betrokken, al verlaten die het project al snel weer. In 1998 worden ze vervangen voor Catherine Cassidy. Ze vinden onderdak bij het Milkk-label van de Deense producers Cutfather & Joe. In 1999 wordt de single Flowers opgenomen. Deze single doet het goed in clubs en groeit in de lente van 2000 uit tot een plek in de hitparades. Ook in Nederland weet de single de hitlijsten te bereiken. Met hulp van Cutfather & Joe wordt in Denemarken het album In Person opgenomen. De 2step is dan alweer op zijn retour en het succes van Flowers krijg geen vervolg. Daarna verdwijnt de groep geruisloos van het toneel. Brown stop een tijd als zangeres om haar studie af te maken en kinderen te krijgen. Ze gaat aan de slag als zangdocente. Vanaf 2009 pakt ze het zingen echter weer op. Ze zingt met enige regelmaat in dancetracks van andere producers. Vanaf 2016 blies ze Sweet Female Attitude nieuw leven in en verschenen er weer tracks onder die naam. Ze werkt ook samen met de The House & Garage Orchestra waarmee ze een cover maken van Gypsy Woman van Crystal Waters.

## Discografie
Albums
- In Person (2001)

### Hitlijsten
| Single met eventuele hitnotering(en) in de Nederlandse Top 40 | Datum van verschijnen | Datum van binnenkomst | Hoogste positie | Aantal weken | Opmerkingen             |
| ------------------------------------------------------------- | --------------------- | --------------------- | --------------- | ------------ | ----------------------- |
| Flowers                                                       |                       | 27-05-2000            | 20              | 6            | Dancesmash op Radio 538 |